# Đền Choọng
Đền Choọng là ngôi đền thiêng tọa lạc trên núi Pu Đên thuộc trung tâm Mường Choọng xưa, nay là xã Châu Lý, huyện Quỳ Hợp, tỉnh Nghệ An. 
Đền thờ Nang Phốm Hóm (Nàng tóc thơm) - Người con gái dân tộc Thái.

## Địa lý
Ngay dưới chân núi Pu Đên linh thiêng ở xã Châu Lý, huyện Quỳ Hợp, tỉnh Nghệ An có một bản người Thái thanh bình như bao bản làng yên bình trên đất nước Việt Nam ta - Đó là Mường Chọong. Trong bản làng yên bình đó có một ngôi đền rất linh thiêng, đó là Đền Choọng. Sở dĩ đền được gọi là Đền Chọong bởi ngôi đền này tọa lạc ngay trên đỉnh núi Pu Đên, thuộc Mường Chọong ngày xưa. Ngôi đền gắn liền với câu chuyện Nang Phốm Hóm (Nàng Tóc Thơm) ở
Mường Chọong và từ câu chuyện ấy người ta đã đặt tên đền là Đền Chọong.
Đền Chọong tọa lạc trên đỉnh núi Pu Đên, thuộc xã Châu Lý huyện Quỳ Hợp tỉnh Nghệ An. Thờ Nang Phốm Hóm, người con gái công dung ngôn hạnh, là biểu tượng kết tinh từ tình đoàn kết anh em hai dân tộc Thái và Kinh. Người có công tích góp lương thảo cho nghĩa quân Lam Sơn trong cuộc chiến chống giặc Minh xâm lược. Và là biểu tượng kết tinh từ tình đoàn kết 2 dân tộc anh em
Thái và Kinh.

## Lịch sử
Đền được lập nên vào thời Hậu Lê vào thế kỷ XV. Trải qua bao thăng trầm lịch sử, đầu những năm 2000, dấu tích của Đền còn lại chỉ là những hòn tảng kê chân cột, toàn bộ sắc phong của Đền cũng đã bị thất lạc theo thời gian.
Vào Xuân năm Giáp Ngọ 2014, từ tâm thành của hậu thế đối với tiền nhân, Đền được phục dựng trên chính vị trí năm xưa tọa lạc.
Rằm tháng 6 năm Giáp Ngọ 2014 (11/7/2014), Ban vận động đóng góp phục dựng và tôn tạo Đền Chọong đã tổ chức khánh thành giai đoạn I. Toàn bộ khuôn viên di tích Đền có diện tích gần 10 hec ta, tổng kinh phí đầu tư giai đoạn I gần 10 tỷ đồng từ nguồn xã hội hoá do các doanh nghiệp, các nhà thành tâm và nhân dân đóng góp.
Ngày 16/7/2015, UBND tỉnh Nghệ An đã ban hành Quyết định số 3051-QĐ/UBND, xếp hạng di tích lịch sử Đền Chọong. 
Rằm tháng 6 năm Ất Mùi- 2015 (30/7/2015) Lễ đón nhận Bằng xếp hạng Di tích Đền Chọong đã được tổ chức trong niềm hân hoan của đông đảo đồng bào các dân tộc anh em Miền Tây xứ Nghệ.
Trải bao đời nay, người dân Mường Choọng vẫn lưu truyền câu chuyện kể về Nang Phốm Hóm- Nàng tóc thơm, người có công lớn giúp nghĩa quân chống giặc. Ghép nối những dấu ấn lịch sử còn lưu lại và câu chuyện kể về Nang Phốm Hóm, sẽ góp phần làm sáng tỏ lịch sử Đền Choọng- một ngôi đền thiêng tọa lạc trên đỉnh núi Pu Đên- trung tâm của Mường Chọong. Người con gái ấy, Nang Phốm Hóm- Nàng tóc thơm. Như hội tụ khí thiêng đất trời, ngay từ lúc sinh ra Nàng đã có được nét thông minh, lanh lợi khác người, đặc biệt là mái tóc nàng luôn thoang thoảng hương thơm hoa rừng. Nàng đi tới đâu là mang theo may mắn và niềm vui tới đó. Không quản ngại vất vả. Nàng đã đến từng nhà hướng dẫn bà con trong vùng làm ra thật nhiều lúa gạo, dệt nên nhiều tấm vải phục vụ nghĩa quân kháng chiến trường kỳ.

## Truyền thuyết
Dấu ấn khó quên nhất mỗi khi nhắc đến Đền Chọong có lẽ chính là câu chuyện tình yêu mang đậm nét văn hóa của đồng bào dân tộc Thái. Đó là câu chuyện tình giữa Nàng tóc Thơm và Chàng Rồng Mường Chọong. Một câu chuyện vừa mang yếu tố thần thánh hóa, lại vừa gắn liến với lịch sử dân tộc.
Vi Hoàng Thiên, chàng trai rất quan tâm về văn hóa lịch sử dân tộc kể lại từng nghe các cụ kể về câu chuyện ấy rất hay, chúng tôi hỏi câu chuyện gì, đó chính là câu chuyện giữa chàng rồng và người con gái Thái công dung ngôn hạnh.
Theo các cụ cao niên trong làng kể lại:
"Ngày xưa, ở bản Chọong, có một người con gái vô cùng xinh đẹp, rất chăm chỉ và đặc biệt là có một mái tóc dài và thơm. Cô gái ấy tên là Nang Phốm Hóm (Nàng tóc thơm).
Nàng đã huy động người dân trong vùng, cung cấp lương thảo cho nghĩa quân Lam Sơn, làm hậu phương cho cuộc khởi nghĩa. Nàng thường xuyên ra sông gội đầu ở một phiến đá bên sông, và nàng đã bị một con rồng yêu thích.
Vì muốn lấy nàng làm vợ, con rồng ấy đã biến thành một chàng trai khôi ngô tuấn tú và đặc biệt là có rất nhiều tài năng... Nhưng vì là rồng nên chàng có một bộ răng đỏ chói và có răng nanh.
Chính vì lẽ đó mà nàng tóc thơm cũng như những người dân trong vùng không bao giờ thấy chàng cười hay nói. Cứ như thế, sự nghi ngờ càng tăng lên, và để biết rằng chàng trai này có phải là rồng không người ta đã lừa cho chàng Ci Chỉ (Ăn cay) một món ăn xưa của người Thái.
Và không ngoài dự đoán, ngay lập tức hai hàm răng của chàng đã lộ ra đỏ chói, và người dân cũng biết được chàng là rồng nên đã đánh đuổi.
Không cam tâm mất đi người con gái mình yêu, nhân một hôm nàng Tóc Thơm ra sông tắm, khi nàng để chiếc lược xuống phiến đá. Chàng đã làm nước dâng lên cho chiếc lược trôi đi, thấy lược bị trôi nàng
đã cúi xuống nhặt và bị cuốn đi.
Khi nghe tin, người dân trong vùng cùng một số binh lính đã cùng nhau đi tìm
và thấy được hang của con rồng ấy. Họ cùng nhau đào nhưng không thấy nàng đâu, chỉ tấn một búi tóc có mùi thơm nên người dưa cho rằng là tóc của nàng nên đã đưa về và lập đền thờ phụng.
Và đất mà người ta đào lên ngày xưa ấy,
chính là ngọn núi Pu Đên ngày nay nơi mà ngôi đền tọa lạc".

## Kiến trúc
Từ cây cầu đá bắc qua dòng Nậm Chọong, ta sẽ vào đến Nghi môn.

#### Nghi môn
Nghi môn kết cấu gồm hai trụ biểu được làm bằng đá hoa cương nguyên khối, bốn mặt tạc
long, li, quy, phụng rất công phu và tinh xảo.
Ở mặt trước của trụ biểu có khắc
Đôi câu đối:
Chính khí cao tiêu kim cổ địa, thanh danh hà hạn Bắc Nam thiên
Dịch nghĩa là:
Chính khí nêu cao trên đất xưa nay, tiếng tăm vang lừng khắp trời Nam Bắc
Bên cạnh hai trụ biểu là tượng hai con voi bằng đá granit nguyên khối. Voi được tạc trong thế quỳ chầu vào giữa. Qua Nghi môn là đến Miếu Sơn thần.

#### Miếu sơn thần
Miếu ở bên phải đường lên đền chính. Miếu Sơn thần được làm bằng đá hoa cương nguyên khối.
Miếu chồng diêm hai tầng tám mái, trên đỉnh miếu hình lưỡng long chầu nguyệt, các đầu đao hoa văn uốn lượn, phía trước và hai bên thành miếu chạm khắc hoa văn rồng phượng, cỏ cây, hoa lá cầu kỳ. Trước Miếu Sơn thần bài trí một lư hương đá để du khách thập phương dâng lễ trình trước khi vào đền chính.

#### Đền chính
Phía bên phải của đền là nơi mọi người sẽ rửa tay trước khi vào cúng bái, bên trái là nơi chưng bày các tảng đá kê chân cột ngôi đền ngày xưa. Phía trước ngôi đền là hồ nước cùng hàng cay liễu khá đẹp mắt.
Trước đây, ngôi đền cổ thì vẫn đang còn được lưu giữ 14 tảng đá kê chân cột. Căn cứ vào 14 tảng đá kê cột cũng như qua lời kể của các cụ già làng trước đấy mà họ từng được chứng kiến.
Ngôi đền này là ảnh hưởng của sự giao thoa văn hóa giữa Kinh và Thái, trong đó ảnh hưởng cụ thể là kiến trúc thời nhà Nguyễn. Được xây dựng bao gồm ba gian hai hồi và bốn vì. Cùng với mái lợp ngói âm dương, trên thì có trang trí các hoa văn họa tiết là hình rồng, trên các bờ nóc đều đắp các hình tượng hoa văn khá tao nhã.
Ngôi đền chính được bày trí 3 cung, cung giữa thờ Nang Phốm Hóm, tạc theo hình mẫu người phụ nữ dân tộc Thái trong trang phục của người Thái Mường Chọong xưa. 
Cung bên trái bày trí thờ Pa Thai - Mẹ của Nang Phốm Hóm và cung bên phải thờ bố của nàng.

## Lễ hội
Năm 2019, đền đã đón hàng nghìn người tham dự lễ hội, không chỉ riêng người dân trong tỉnh mà còn cả ngoài tỉnh. Lễ hội năm 2019 được tổ chức ngày 16, 17/3 (tức ngày 11,12 tháng 2 âm lịch), UBND huyện Quỳ Hợp đã tổ chức lễ hội Đền Choọng năm 2019. Đây là lần đầu tiên lễ hội được tổ chức vào dịp này, những năm trước đây lễ hội Đền Choọng diễn ra vào ngày 15 và 16/6 âm lịch.

#### Phần lễ
Phần lễ gồm có lễ yết cáo, nộp trâu, lễ rước linh giá, lễ đại tế và lễ tạ tại đền chính thì còn có thêm nhiều phần hội để người dân được vui chơi, giải trí như giao lưu văn nghệ với những tiết mục hát múa dân gian truyền thống, mang đậm bản sắc dân tộc Thái, Thổ và các vùng miền. Lễ yết cáo được tổ chức theo đúng phong tục truyền thống của dân tộc Thái và Kinh. Lễ nhằm xin phép thần linh về việc tổ chức lễ hội. 6 mâm lễ tại 6 ban thờ được chuẩn bị chu đáo, đúng bản sắc dân tộc. Buổi chiều sẽ diễn ra Lễ rước và nộp trâu. Đây là nghi lễ rước "Linh giá" nhằm gợi lại tích xưa, để khách thập phương về dự lễ hưởng phúc chiêm bái linh giá; gội rửa, tẩy trần để bước vào ngày Lễ trọng. Cùng với đó là cống nộp trâu nhằm dâng linh vật tế thần theo tín ngưỡng, quan niệm truyền thống, với mục đích cầu xin thần linh che chở, phù hộ độ trì cho bách gia, trăm họ.
Ngày tiếp theo sẽ diễn ra Lễ đại tế tại Thượng điện Đền Choọng, cầu mong Quốc thái- dân an, quê hương cường thịnh; cầu mong mưa thuận gió hòa, cây cối tốt tươi, cuộc sống an lành, người người khỏe mạnh...
Buổi chiều sẽ là kết thúc các hoạt động lễ hội đã diễn ra Lễ tạ tại tất cả 6 bàn thờ thuộc quần thể di tích Đền Chọng với mục đích báo cáo, tạ ơn thần linh về việc tổ chức Lễ hội thành công tốt đẹp.

#### Phần hội
Cùng ngày hôm đó, song song với phần lễ thì phần hội cũng diễn ra vô cùng sôi nổi với nhiều hoạt động như: Nhảy sạp, cồng chiêng, băn nghệ,các hoạt động thể thao cùng với đó là các trò chí dân gian của người Thái.

## Ngày nay
Hiện nay đền đang lưu giữ hơn 81 hiện vật, trong đó có 19 cổ vật gắn liền với người con gái huyền thoại và kho tàng văn hóa của người Thái Mường Chọong xưa. Ngoài ra, còn có kiêm, đao, lỏng vua ban cùng với đó là các tảng đá kê chân cột đều là những hiện vật mang giá trị lịch sử rất lớn.
Trải qua hàng trăm năm, từ thời Hậu Lê, đến nay đền gần như đã bị phá hủy hoàn toàn. Chỉ còn lại đó là những tảng đá kê chân cột.
Đến năm 2014, Tỉnh ủy Nghệ An cùng với bà con đã cho phục dựng và tôn tạo lại hoàn toàn ngôi đền. Đền Choọng được tôn tạo, phục dựng ngay chính trên nền cũ tại tọa lạc trong khuôn viên núi Pù Đên rộng hơn 9ha gồm các hạng mục chủ yếu là: Thượng điện, hạ điện, tả vu, hữu vu, tam quan, cổng tứ trụ, sân, đường lên hạ điện, thượng điện; Cầu, đường, sân bãi và các công trình phụ trợ khác.
Đền Choọng xưa giờ không còn nữa, nhưng dấu ấn văn hóa tâm linh, dấu ấn một thời kỳ lịch sử thì mãi còn đây, hằn in trong thẳm sâu tâm thức của người dân Mường Choọng và tất cả những ai nặng lòng với nguồn cội xa xưa nơi mảnh đất này. 

Ghé thăm đền Chọong

Có thể nói rằng Đền Choọng mãi là một phần không thể tách rời trong tổng hòa các yếu tố văn hóa- lịch sử, định hình nên nét bản sắc riêng của mảnh đất và con người Mường Choọng. Để thể hiện được đạo lý uống nước nhớ nguồn của dân tộc và thể theo nguyện vọng của đồng bào các dân tộc nơi đây.